# Ordre militaire d'Italie
L'ordre militaire d'Italie (en italien: Ordine militare d'Italia) est un ordre honorifique de la République italienne, fondé en 1956, pour récompenser la valeur militaire. C'est la plus haute décoration militaire italienne.
L'ordre est dirigé par le président de la République italienne. Il est institué sur le modèle de la Légion d'honneur.

## Historique
Il dérive directement de l'ancien ordre militaire de Savoie, créé le 14 août 1815 par le royaume de Sardaigne et assumé depuis 1861 pour le royaume d'Italie.
L'intention initiale du roi Victor-Emmanuel Ier était de créer une distinction qui pourrait remplacer les distinctions françaises, telles que la Légion d'honneur, décernée à de nombreux soldats italiens ayant servi dans les armées de Napoléon. En fait, à cette époque, de nombreux souverains restaurés par le congrès de Vienne ont préféré créer des distinctions de remplacement plutôt que d'abolir celles déjà accordées, comme ce fut le cas pour la croix de fer prussienne. Après la tempête napoléonienne, l'ordre militaire de Savoie est abandonné au profit du traditionnel ordre des Saints-Maurice-et-Lazare. Avec le décret du 28 septembre 1855, l'ordre est reconstitué par le roi Vittorio Emanuele II et réformé par le général Giacomo Durando.
La réforme Durando prévoit l'échelle hiérarchique actuelle et l'octroi de l'honneur aux citoyens italiens et étrangers. La première occasion de distribuer les médailles du nouvel ordre réformé fut la guerre de Crimée. Le commandant piémontais de l'expédition Alfonso Lamarmora, le maréchal français Jean Jacques Pèlissier et le général Giacomo Simpson ont été décorés. En 1877, le député Francesco Crispi est décoré, le seul civil décoré.
Sous la République italienne, il a été transformé en "ordre militaire d'Italie" le 2 janvier 1947, par décret du chef d'État provisoire Enrico De Nicola. L'Ordre a ensuite été réorganisé par la loi 25 du 9 janvier 1956. Les pensions versées aux membres décorés de l'ordre militaire d'Italie ne peuvent dépasser, pour chaque classe, les montants suivants :
- pour la classe de chevalier de grand-croix : 12
- pour la classe des grands officiers : 25
- pour la classe commandeur : 56
- pour la classe des officiers : 140
- pour la classe chevalier : 700

## Direction générale
L'actuel chef de l'Ordre depuis le 3 février 2015 est le président de la République Sergio Mattarella ; le greffier et trésorier est le ministre de la Défense Lorenzo Guerini.

## Description
Les distinctions sont attribuées par décret du président de la République sur proposition du ministre de la Défense, après avis du Conseil de l'Ordre.
Elles peuvent également être décernées à l'occasion d'opérations militaires effectuées en temps de paix, "à la mémoire" et "au drapeau". Dans ce dernier cas, cependant, la récompense se limite à la croix de chevalier de l'Ordre et ne comprend pas les décorations d'une classe supérieure.
L'Ordre comprend cinq classes de mérite
- Chevalier de grand-croix ;
- Grand officier ;
- Commandeur ;
- Officier ;
- Chevalier.

La décoration est liée à une petite pension annuelle fixée par la loi.
Des décorations de l'ordre militaire d'Italie peuvent être décernées, par décret du président de la République sur proposition du ministre de la Défense, aux militaires étrangers qui se sont distingués pour services rendus en temps de guerre. Ces soldats ne perçoivent pas la pension annuelle susmentionnée.
Les croix de l'ordre militaire d'Italie sont décernées aux soldats des forces armées nationales sur proposition du supérieur hiérarchique direct ou d'un autre supérieur supérieur du soldat. La proposition doit être faite dans les six mois et être reçue par la chancellerie de l'Ordre dans un délai d'un an à compter de la date de l'action militaire ou de la fin de l'opération militaire à laquelle la proposition se réfère, à l'exception de la grand-croix, qui n'est généralement accordée qu'une fois la guerre terminée ou l'opération militaire achevée.

### Chevalier de la grand-croix
La grand-croix est exclusivement destinée à récompenser les services éminents rendus dans des fonctions de commandement effectif en temps de guerre ou, en tout cas, dans des opérations à caractère militaire.
Cette décoration peut être décernée au général d'armée et aux officiers de rang correspondant de la marine et de l'armée de l'air qui, en temps de guerre ou, en tout cas, dans des opérations de caractère militaire, ont exercé un commandement et obtenu des résultats tels qu'ils sont considérés comme méritoires pour la Nation.
La décoration de 1ère classe (grand-croix) se compose de :
une plaque
une croix
 ruban bleu et rouge surmonté de trois étoiles d'or.
La plaque en argent de 85 mm de diamètre, en forme d'étoile avec 8 groupes de rayons sculptés pour ressembler à des brillants, avec la croix de l'Ordre en surimpression, en or, 50 mm.
La croix en or avec quatre bras égaux lancéolés, 60 mm de diamètre, émaillés en blanc, et entre eux une guirlande, à droite de chêne et à gauche de laurier, émaillée en vert entrecoupée de baies émaillées en rouge. Au centre, en or, deux sabres croisés avec leurs pointes dirigées vers le haut et entre eux, la date de fondation de l'Ordre (1855) et en dessous celle de la réforme (1947) dans un champ rouge cerclé d'or. Sur le revers en or, "RI" (Repubblica Italiana) sur un champ blanc, entouré de la légende "Al Merito Militare" sur une bande rouge. La croix est surmontée d'une couronne, mi-chêne à gauche et mi-laurier à droite, émaillée en vert.
Cette croix est suspendue à un ruban turquoise avec du rouge dans la hampe en trois bandes égales de 101 mm. Le ruban aux couleurs de l'Ordre mesure 37 × 11 mm, surmonté de trois étoiles d'or.

#### Récompenses récentes
- Général Paolo Moci (2000) - chevalier grand-croix
- Amiral Vittorio Patrelli Campagnano (2000) - chevalier grand-croix
- Général Amedeo Guillet (2000) - chevalier grand-croix

### Grand officier
La grande croix d'officier peut être décernée à un officier général ou amiral qui, par son habileté, sa vaillance et son audace dans la conception de l'entreprise et par la responsabilité assumée en donnant l'ordre d'exécution, a valablement contribué au succès d'une action de guerre ou, en tout cas, d'une opération militaire d'une importance singulière et d'une utilité considérable.
La décoration de 2e classe (grand officier) se compose de :
une plaque égale à celle de la grande croix, mais de 75 mm de diamètre avec une croix superposée de 40 mm ;
une croix égale à celle de la grand-croix, mais de 50 mm de diamètre, accrochée à un ruban aux couleurs de l'Ordre, de 50 mm ;
 un ruban égal à celui de la grand-croix, surmonté de deux étoiles d'or.

### Commandeur
La croix de commandeur peut être conférée à l'officier général ou à l'amiral qui, pour sa capacité, sa vaillance et son audace dans la conception de l'entreprise et pour la responsabilité assumée en donnant l'ordre d'exécution, a valablement contribué à l'heureux résultat d'une action de guerre ou, toutefois, d'une opération à caractère militaire d'une importance singulière et d'une utilité notable.
La décoration de 3ème classe (commendatore) consiste en :
une croix égale à celle de grand officier ;
 un ruban égal à celui de la grande croix, surmonté d'une étoile d'or.

### Officier
Les croix d'officier et de chevalier peuvent être conférées à l'officier qui, exerçant le commandement ou exécutant la mission dévolue au degré couvert ou au degré supérieur, a, avec intelligence, initiative louable, compétence, sens des responsabilités et courage, contribué au succès d'une opération de guerre ou cependant d'une opération à caractère militaire d'une utilité remarquable.
La décoration de 4ème classe (officier) se compose de :
une croix identique aux précédentes, mais de 40 mm et surmontée, au lieu de la couronne, d'un trophée d'armes, de drapeaux et d'un cimier en or, accroché au ruban de 37 mm des couleurs de l'Ordre ;
 un ruban égal à celui de la grand-croix, surmonté d'une étoile en argent.

### Chevalier
La croix de chevalier peut être décernée à un soldat de tout grade qui, au cours d'une action de guerre, assumant un commandement supérieur à celui de son grade et faisant preuve d'une habileté marquée et d'une singulière valeur militaire, a valablement contribué à la résolution favorable d'une action de guerre importante en présence de l'ennemi.
La décoration de 5ème classe (chevalier) se compose de :
une croix égale à la précédente, mais sans trophée ;
 un ruban égal à la grande croix, mais sans étoiles.
|                                                                      |          |            |                |             |
| Insignes et barrettes de rappel correspondants aux différents grades |          |            |                |             |
| Chevalier                                                            | Officier | Commandeur | Grand Officier | Grand Croix |

## Récipiendaires
- Amedeo Guillet, chevalier grand-croix en 2000 ;
- Carlo Porro, chevalier grand-croix, ministre, géographe et général italien (1854-1939),
- Carlo Alberto Dalla Chiesa, grand officier en 1983 ;
- Mauro Del Vecchio, commandeur en 2007.

## Source
- (it) Cet article est partiellement ou en totalité issu de l’article de Wikipédia en italien intitulé « Ordine militare d'Italia » (voir la liste des auteurs).